# Physoconops zumbadoi
Physoconops zumbadoi är en tvåvingeart som beskrevs av Stuke och Skevington 2007. Physoconops zumbadoi ingår i släktet Physoconops och familjen stekelflugor.
Artens utbredningsområde är Costa Rica. Inga underarter finns listade i Catalogue of Life.